# رادنی ویلکز
رادنی ویلکز (انگلیسی: Rodney Wilkes; ۱۱ مارس ۱۹۲۵ – ۲۴ مارس ۲۰۱۴) وزنه‌بردار اهل ترینیداد و توباگو بود.
وی در مسابقات کشوری و بین‌المللی در مجموع برندهٔ ۲ مدال طلا، ۱ مدال نقره، ۲ مدال برنز شده‌است.